# Franz Xaver Lehner
Franz Xaver Lehner (Ratisbona (Baviera, Alemanya), 29 de novembre, 1904 - Fürstenfeldbruck (Baviera, Alemanya), 19 de juliol, 1986), va ser un compositor i professor universitari alemany.

## Biografia
Lehner va estudiar composició i orgue a la Universitat de Música de Munic. Va ocupar la seva primera posició com a músic de cor a Landsberg am Lech. A partir de 1938 va formar organistes a la seva ciutat natal. Deu anys més tard va ser nomenat professor de teoria musical al Conservatori Estatal de Baviera de Würzburg. A partir de 1958 va treballar com a professor de composició a la Universitat de Música de Munic.
A més de les seves obres instrumentals –obres orquestrals i música de cambra–, són les seves òperes majoritàriament alegres les que han cridat especialment l'atenció. El seu major èxit va ser amb l'òpera bufa Die schlaue Susanne, composta l'any 1951, que es va representar per primera vegada a l'escenari de Nuremberg el 13 de gener de l'any següent i aviat va ser acceptada per molts teatres d'òpera dels països de parla alemanya com a complement benvingut al seu repertori.
La música de Lehner es caracteritza per la seva estructura senzilla i naturalesa melòdica. No imposa cap exigència especial a l'oient i, per tant, és fàcilment accessible per a un públic més ampli. Els estudiants de Lehner incloïen: Nicolaus A. Huber, Walther Prokop, Walter Haupt i Helmut Bieler. Avui dia, tant Lehner com les seves obres estan en gran part oblidats.

## Òperes
- „Die schlaue Susanne“, UA 1952
- „Geliebtes Gespenst“, (Würzburg 1954)
- „Die kleine Stadt“, UA (Nuremberg 1957)
- „Die Bajuwaren“, UA (Munic 1958)
- „Die Liebeskette“, UA (Wiesbaden 1962)
- „Die Erbschaft“